# Jim Craig (ijshockeyer)
James Downey (Jim) Craig (Easton (Massachusetts), 31 mei 1957) is een Amerikaans ijshockeydoelman.
Tijdens de Olympische Winterspelen 1980 in eigen land won Craig samen met zijn ploeggenoten de gouden medaille.
Na afloop van de spelen tekende Craig voor de NHLclub Boston Bruins, Craig speelde door blessures slechts één seizoen voor deze ploeg.
Na twee seizoenen keerde Craig weer in de NHL ditmaal voor de Minnesota North Stars.